# 棋力向上委員会 The PASSION!!
棋力向上委員会 The PASSION!!（きりょくこうじょういいんかい ザ パッション）は、2004年10月から囲碁・将棋チャンネルおよび囲碁プレミアムで放送・配信されている囲碁対局を行う視聴者参加型番組。略称は「パッション」。

## 概要
アマチュアチャレンジャー4人が、半年間毎週1名ずつ目標となる段位を設定し、インストラクター役の棋士との置碁での指導対局を受けながら棋力の向上を図る。チャレンジャー4人の中には何名か子供が参加していることが多く、その中から後にプロ棋士になったものもいる(後述)。

## 番組の流れ

### 1期の流れ
番組では放送回24回分(約半年)を1つの期としている。1期ごとにチャレンジャーが4人おり、各回ごとに一人ずつチャレンジャーが登場し、インストラクターと対局を行う。4人目のチャレンジャーまで回った後は、また1人目のチャレンジャーに戻る。これを6回繰り返す。最終の6回目はプロ棋士(最近では番組卒業生のプロ棋士が対局相手となる事が多い)との認定対局を実施し、そこで最終到達段級位が確定し、番組独自の認定状（免状ではない）を授与される。
期ごとにチャレンジャーは全員入れ替わる。新たなチャレンジャーは次の期が始まる前に募集される。

### 1放送回の流れ
番組冒頭でチャレンジャーに前回講師から与えられた課題のチェック。その後、インストラクターと対局を行う。終局後、講師からアドバイスを受け、段位の認定を受け、新たな課題が与えられる。対局で負けた場合でも内容が良ければ昇段する事もある。途中で開始時に設定した目標段級位に達した場合、挑戦者と協議して目標の上方修正を行い、改めて設定した目標段級位を目指す場合がある。
対局の手合割(置き石の数)は初段なら8子、2段なら7子、という風にチャレンジャーの段位で変わる。初回はチャレンジャーの自己申告の段位で手合割が決められる。

## 出演者

### 司会
進行役（番組内では「委員長」を名乗る）.。
- 稲葉禄子

### 講師
対局の解説、対局後にチャレンジャーへのアドバイス、段位を認定。
- 黄孟正
- 小松英樹
- 片岡聡(2019年から出演)

### インストラクター
元院生、アマチュア全国大会優勝などのアマチュア強豪。
- 永代和盛[1][2] - 囲碁アマチュア竜星戦 2006年優勝、朝日アマチュア囲碁名人戦 2011年準優勝。
- ソウ・チョンホン[3] - 全日本学生囲碁十傑戦 2002年優勝。
- 長井多葉紗[1][4][5] - 囲碁女子学生選手権準優勝。
- 大沢摩耶[1] - 全日本女流アマチュア囲碁選手権大会 2002年優勝。
- 村上深 - 全日本学生囲碁王座戦  2006年・2007年優勝。

ほか

## 過去の主なチャレンジャー

### 番組出演終了後にプロ棋士になったチャレンジャー
最近では対局相手として出演することもある。
- 藤沢里菜[6]
- 横塚力[6]
- 木部夏生[6]
- 茂呂有紗[6]
- 桒原駿[6]
- 大須賀聖良[7] - 19期生。
- 三浦太郎

### 著名人のチャレンジャー
- 大平武洋(将棋棋士)
- 細野豪志(政治家) - 30期生。
- 金子正輝(プロ雀士) - 32期生。